# 福本伸一
福本 伸一（ふくもと しんいち、1961年〈昭和36年〉10月13日 - ）は、日本の俳優。ミーアンドハーコーポレーション所属。大阪府出身。早稲田大学教育学部卒業。
早稲田大学在学中は演劇サークルの1つ「てあとろ50'」に参加。大学卒業後、劇団「サラリーマン新劇喇叭屋」（現在の「劇団ラッパ屋」）の旗揚げに参加。その後、舞台、テレビドラマ、アニメーションなど幅広く活躍。

## 出演

### テレビドラマ
- 月曜ドラマイン 可愛いだけじゃダメかしら? 第1話・最終話（1999年1月11日・3月15日、テレビ朝日系）[3]
- 水8ドラマ ハッピー 愛と感動の物語 第1話 - 第8話・第10話・最終話（1999年4月14日 - 6月2日・16日・23日、テレビ東京系）[4]
- 連続テレビ小説 あすか 第34回 - 最終回（1999年11月11日 - 2000年4月1日、NHK） - 鶴見淳 役[5]
- 世にも奇妙な物語 「よう、鈴木!」（2000年） - 伊集院浩一
- やまとなでしこ（2000年、フジテレビ） - 後藤弁護士 役
- HERO（2001年） - 鴨井修治 役
- 浅見光彦シリーズ（2001年、フジテレビ） - 村上正巳 役
- お祭り弁護士・澤田吾朗（2002年、テレビ朝日） - 徳永康夫 役
- 相棒 Season1 第10話（2002年） - 佐竹信 役
- ごくせん（2002年、日本テレビ） - 立花 役
- 空から降る一億の星（2002年、フジテレビ） - 角野刑事 役
- 愛の劇場 ダンシングライフ（2003年5月5日 - 6月6日、TBS） - 竹内茂樹 役
- おかしな刑事シリーズ（2003年8月23日 - 2024年1月6日、テレビ朝日） - 和田一朗刑事 役[6][7]
- ナースマンSPECIAL（2004年、日本テレビ） - 天野俊彦 役
- 多摩南署たたき上げ刑事・近松丙吉（2004年、テレビ東京） - 安田二郎 役
- ほんとにあった怖い話「二時四十五分の泣き声」（2004年、フジテレビ） - 小林康雄 役
- 日曜劇場『砂の器』（2004年、TBS） - 新聞記者 役
- 僕と彼女と彼女の生きる道（2004年、関西テレビ） - 神田理人弁護士 役
- ラストクリスマス（2005年、フジテレビ） - 通販番組の司会者 役
- てるてるあした（2006年、テレビ朝日） - 雨宮信夫 役
- ディロン〜運命の犬（2006年、NHK総合） - 牧陽一 役
- トップキャスター（2006年、フジテレビ） - 保阪敏行 役
- 東京タワー 〜オカンとボクと、時々、オトン〜（2007年、フジテレビ） - 小学校の担任 役
- さくら署の女たち（2007年、テレビ朝日） - 秘書熊田 役
- 恋せども、愛せども（2007年、WOWOW） - プロデューサー品田 役
- 柳生一族の陰謀（2008年、テレビ朝日） - 松王 役
- サムライハイスクール（2009年、日本テレビ） - カフェ店員 役
- エンゼルバンク〜転職代理人（2010年、テレビ朝日） - TVプロデューサー 役
- 水戸黄門第42部 第20話「温泉宿の印籠泥棒! -碓氷峠-」（2011年3月7日、TBS） - 駒吉 役
- 高校生レストラン（2011年、日本テレビ） - 中谷 役
- NHKスペシャル 未解決事件 file.01「グリコ・森永事件」（2011年7月30日、NHK） - 大阪府警広報官 役
- 新・警視庁捜査一課9係 season3 第10話（2011年9月7日、テレビ朝日） - 大村春樹 役
- 11人もいる!（2011年、テレビ朝日） - サイゼリアの店員 役
- ダーティ・ママ!（2012年3月7日、日本テレビ） - 宮田弁護士 役
- リーガル・ハイ（2012年4月17日、フジテレビ） - 北村専務 役
- Wの悲劇（2012年、テレビ朝日） - 鳴海祐二 役
- マグマ（2012年、WOWOW） - 野上亨 役
- 水曜ミステリー9（テレビ東京） 
  - 落としの鬼 刑事 澤千夏2（2013年12月11日） - 沢村恭介 役
  - 警視庁強行犯 樋口顕3烈火（2016年12月21日） - 佐伯保 役
- 捜査指揮官 水城さや1（2013年） - 小田鑑識官
- ママが生きた証（2014年） - 吉岡医師
- 芙蓉の人（2014年） - 勝又恵造
- ほっとけない魔女たち（2014年、東海テレビ） - 村田和也 役
- 赤と黒のゲキジョー 浅見光彦シリーズ51 中央構造帯（2014年12月5日、フジテレビ） - 井田健一 役
- DOCTORS〜最強の名医〜（2015年） - 田中誠一郎
- 僕らプレイボーイズ 熟年探偵社（2015年） - 影山裕二
- 三匹のおっさん3〜正義の味方、みたび!!〜 第3話（2017年2月3日、テレビ東京） - 泉賢造 役
- 女の中にいる他人（2017年） - 大森弁護士
- 特捜9（2018年） - 広田伸夫
- 警視庁機動捜査隊216 Ⅸ（2018年） - 池田和志
- パンドラ（2019年） - 坂下智也
- 日曜プライム 「疑惑」（2019年） - 菊池一郎
- 病院の治しかた〜ドクター有原の挑戦〜（2020年） - 砂岡武雄
- 監察医 朝顔 第2シリーズ 第17話（2021年3月8日、フジテレビ） - 田所刑事 役
- 逃亡医F 第8話・第9話（2022年3月5日・12日） - 警備員 役
- プリズム（2022年、NHK） - 後藤社長 役
- 弁護士ソドム 第1話（2023年4月28日、テレビ東京） - 平岡正雄 役

### 映画
- 交渉人真下正義（2005年） - TTR八重洲線1072運転手役

### 舞台
- 天国から北へ3キロ（1991年）
- 星の王子さま（2003年・2005年） - 呑み助、転轍手役
- シンデレラストーリー（2005年） - チュウ太郎役
- フラガール（2008年） - 熊野五郎役
- Live,Love,Drive. 死神の精度（2009年） - 駐車場の青年 役 他
- 世界の秘密と田中（2010年） - 田中役
- 奇跡のメロディ〜渡辺はま子物語〜（2010年）
- MOON SAGA-義経秘伝-（2012年） - 佐藤嗣信役
- 恋と音楽FINAL〜時間劇場の奇跡~劇場スタッフ佐野 哲平役
- NOISES OFF（2023年）[8]
- 死ねばいいのに（2024年） - 五條 役[9][10]
- 鉄鼠の檻（2024年） - 久遠寺嘉親 役[11][12]
- 裸足で散歩（2024年） - 電話会社の男 役[13]
- ブラック・ジャック（2025年）[14]
- ハハキのアミュレット（2025年公演予定）[15]
- お梅は呪いたい（2026年公演予定）[16]

### テレビアニメ
- こちら葛飾区亀有公園前派出所
  - 第47話「両さんの新人研修」（1997年） - 宮地 役
  - 第56話「浅草初恋物語」（1997年） - 橘伝衛門 役
  - 第131話「両津の野望! タイムスリップ戦国伝」（1999年） - 織田信長 役
  - 第145話「亀有の夜はやさしく」（1999年） - 佐々木 役
  - 第241話「つるぴか両さん」（2001年） - 毛野 役
- るろうに剣心 -明治剣客浪漫譚-（1996年） - 沢下条張 役
- 発明BOYカニパン（1998年） - シロヤーギ 役

### OVA
- るろうに剣心 -明治剣客浪漫譚- 新京都編（2012年） - 沢下条張 役

### ゲーム
- るろうに剣心 -明治剣客浪漫譚- 完醒（2012年） - 沢下条張 役[17]

### CM
- タケダ食品『ビタミンサラダ』（1995年）ナレーション
- サントリー『なっちゃん』（1998年）ナレーション
- 大和證券『大和證券グループ』（2001年）ナレーション